# Roger Desserprit
Roger Desserprit, né le 9 mars 1923 à Buxy et mort le 4 novembre 1985 à Paris, est un peintre et sculpteur français.
Il est connu pour sa contribution à l'abstraction géométrique et sa participation à des mouvements artistiques novateurs au XXe siècle.

## Biographie
Roger Desserprit naît le 9 mars 1923 à Buxy,. En 1939, il entame des études de peinture et de dessin sous la direction de M. Schomberg, puis de M. Darbois à Chalon-sur-Saône. Entre 1941 et 1943, il fréquente l'École nationale supérieure des beaux-arts de Paris,.
Pendant ses années d'apprentissage, Roger Desserprit se sent davantage attiré par les mouvements artistiques du XIXe et du début du XXe siècleXIXe siècle.
Vers 1948, il abandonne la peinture pour la sculpture, bien qu'il sculpte des bas-reliefs qu'il colore comme s'il s'agit de peintures. Il rencontre des figures éminentes de l'art abstrait, telles que Michel Seuphor, Marcelle Cahn, Auguste Herbin, Jean Arp et Félix Del Marle.
Son parcours est jalonné par l'appartenance au mouvement MADI. Après le travail du bois, à partir de 1951, il utilise le fer, le cuivre, le bronze et d'autres métaux (souvent en combinaison).
La même année, il prend part à une exposition MADI à la galerie Colette Allendy à Paris,.
En 1957, il remporte le 1er prix à la Biennale de Bordeaux, suivi de la récompense honorifique partagée avec Étienne Béothy à la Triennale de Milan en 1958.
Roger Desserprit meurt le 4 novembre 1985 à Paris. En 1989, une exposition rétrospective de son œuvre est organisée à Paris à la galerie Franka Berndt.

## Œuvres dans les collections publiques
- Grenoble, musée de Grenoble : Attraction vers l'espace, 1958[12].